# James Freeman Clarke

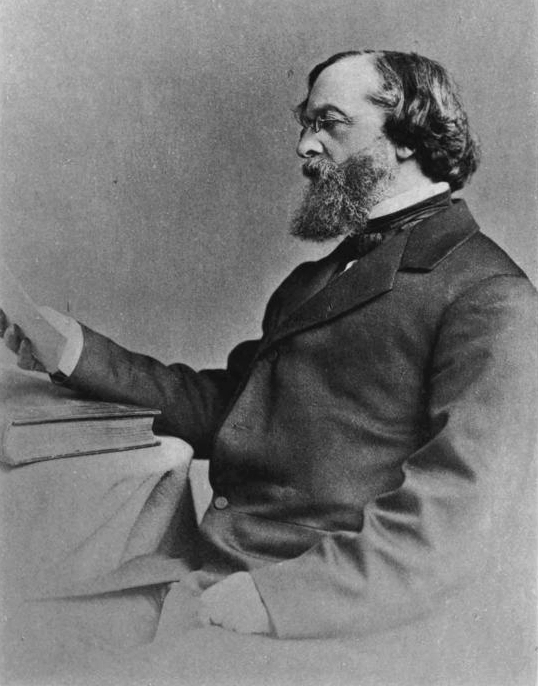
James Freeman Clarke

James Freeman Clarke (* 4. April 1810 in Hanover, New Hampshire; † 8. Juni 1888 in Jamaica Plain, (heute zu Boston) Massachusetts) war unitarischer Prediger, Gründer einer Kirchengemeinde in Boston und Schriftsteller. Er gehörte zum Kreis der Transzendentalisten und galt zu seiner Zeit als einer der führenden Intellektuellen und Reformer Neu-Englands.

## Elternhaus und Jugend
James Freeman Clarke war das dritte der sechs Kinder von Samuel Clarke (1779–1830) und Rebecca Clarke, geb. Hull. Seine Kindheit erfuhr Förderung und Fürsorge durch den Stiefgroßvater James Freemann (1759–1835), einen der Wegbereiter des Unitarismus in Neu-England, der als erster Geistlicher seine Kirchengemeinde (Kings Chapel, Boston) 1782 in die neue Glaubensrichtung geführt hatte. Der Großvater, dessen Namen er auch trug, vermittelte ihm spielerisch die Grundlagen der alten Sprachen, der Literatur und der Philosophie. Diese frühe positive Erfahrung und der nachfolgend erlebte Schulalltag mit phantasielosem Auswendiglernen waren für ihn später Anstoß zu einer Reform im Schulwesen. Als erste reguläre Schule besuchte er ab dem zehnten Lebensjahr die Boston Latin School, die er als Fünfzehnjähriger wieder verließ. Anschließend ging er auf das Harvard College. Danach studierte er von 1829 bis 1833 an der Theologieschule in Harvard (Harvard Divinity School).

## Freundschaft mit Margaret Fuller
Während der Zeit in Harvard lernte er die gleichaltrige, entfernt verwandte Margaret Fuller kennen, mit der ihn – bis zu ihrem frühen Tod – eine platonische Beziehung verband. Da Frauen nicht zum Studium zugelassen waren, ermöglichte Clarke ihr den Zugang zur Bibliothek. Gemeinsam lernten sie Deutsch. Von ihr erhielt er Anregungen zum Studium der deutschen Literatur, was ihn später zu einem Goethe-Kenner und Vermittler deutscher Literatur in Amerika machte. So konnte er auch an George Ripleys 15-bändiger Sammlung europäischer und deutscher Literatur mitarbeiten. Clarke war neben Ralph Waldo Emerson und William Henry Channing einer der Herausgeber der ersten Biographie über Margaret Fuller.

## Kirchengeschichtliches
Das Jahr 1833, in dem Clarkes Theologiestudium endete, war auch das Jahr, in dem Massachusetts als einer letzten Bundesstaaten die völlige Trennung von Kirche und Staat vollzogen hatte. Im Nachbarstaat Rhode Island galt die Religionsfreiheit bereits seit 1643. Der Verlust der Stellung als Quasi-Staatskirche hatte für die protestantischen Kirchen in den einzelnen Bundesstaaten einen erheblichen Mitgliederschwund zur Folge. Im Durchschnitt waren nicht einmal 10 Prozent der amerikanischen Bürger bereit, sich freiwillig einer Kirchengemeinde anzuschließen. In der Abkehr der Gläubigen kam nicht nur eine allgemeine Unzufriedenheit mit der Routine und der Nüchternheit in der bisherigen Kirchenpraxis zum Ausdruck, sondern auch ein Unbehagen über die noch aus den Tagen der Pilgerväter stammenden Privilegien der Kirchen. Die Antwort der jüngeren Kirchenmänner waren Reformen auf fast allen Gebieten der Gemeindearbeit, des Gottesdienstes und der persönlichen Seelsorge. James Freeman Clarke gehörte zu diesen Reformern und zählte im Rahmen der zweiten großen Erweckung (Great Awakening) zu den Pionieren der Freikirchenbewegung.

## Zeit in Kentucky
Nach seiner Ordination und der ersten Predigt am 21. Juli 1833 in Waltham, Massachusetts, ging Clarke nach Kentucky zur unitarischen Gemeinde in Louisville. Dort fand er religiöse Engstirnigkeit und Frömmelei auf der einen Seite und verwilderte Sitten auf der anderen Seite vor. Er schloss Freundschaft mit Ephraim Peabody, dem Pfarrer der Unitariergemeinde in Cincinnati, Ohio. Gemeinsam gründeten sie 1835 die erste transzendentalistische Zeitschrift The Western Messenger, mit der sie liberale religiöse Grundsätze und zeitgenössische in- und ausländische Literatur verbreiteten. Die ersten Gedichte Emersons erschienen hier. Kentucky gehörte seinerzeit zu den sklavenhaltenden Unionsstaaten. Clarke brandmarkte zwar die Sklaverei als Sünde, verzichtete aber darauf, die Sklavenhalter anzuprangern. 1837 folgte er einer Einladung des Kaufmanns Harm Jan Huidekoper, Meadville, Pennsylvania, der dort die unitarische Kirche und die theologische Schule mitbegründet hatte. Dessen Tochter Anna heiratete Clarke 1839. Zwei Jahre später zog er mit seiner Frau und dem ersten Kind nach Boston.

## Boston
In Boston gründete er gegen konservative Widerstände eine eigene unitarische Gemeinde, die im Gegensatz zu den etablierten Kirchen nicht für einen bestimmten Stadtteil zuständig war, sondern Leute aus ganz Boston und Umgebung ansprach. Er nannte sie Kirche der Jünger (Church of the Disciples), wobei er sich selbst als Jünger unter anderen Jüngern – den Gemeindemitgliedern – verstand. Gemeinsam trugen sie die Verantwortung für die Kirche, womit er Martin Luthers Grundsatz vom Priestertum aller Gläubigen übernahm. Als weitere Prinzipien galten Freiwilligkeit in der Beitragszahlung, Anerkennung und Stärkung der Laienarbeit und die Gleichheit aller Gemeindemitglieder. Damit beendete er die unchristliche Sitte, wohlhabenden Familien die vorderen Plätze in der Nähe des Altars freizuhalten. Mit der Übernahme von Andachtsformen der Katholiken, Methodisten und Quäker war er ein Vorläufer der ökumenischen Bewegung. Mit Ausnahme der Jahre 1850 bis 1853, in denen er sich nach einer Typhuserkrankung erholungssuchend in Europa und im Haus seiner Schwiegereltern in Meadville aufhielt, war er bis zu seinem Tode Pfarrer dieser Kirche, insgesamt 45 Jahre lang.

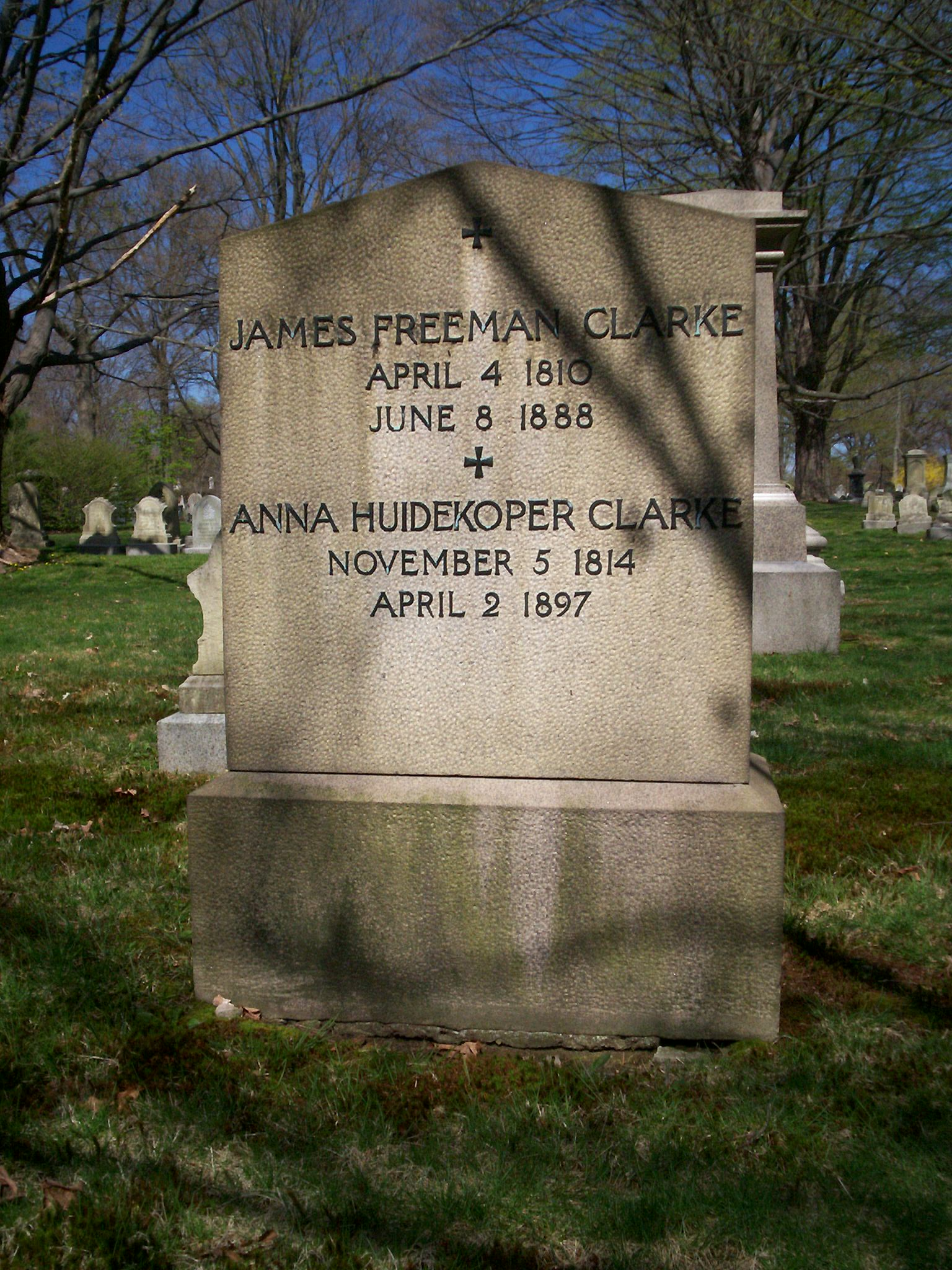
Grab von James Freeman Clarke und seiner Frau Anna (Friedhof Forest Hills, Jamaica Plain, Massachusetts)

## Ämter und Berufungen
Neben seinem Wirken in Louisville und Boston war er einer der Mitbegründer der Unitarierkirche in Chicago. In Massachusetts wählte ihn der Senat zum Kaplan, der die Sitzungen mit einem Gebet einzuleiten hatte. Clarke bekleidete eine Reihe von Ämtern in Vorständen und Aufsichtsräten von Harvard, der Bostoner Öffentlichen Bibliothek und der amerikanischen Unitarier-Vereinigung. In Harvard lehrte er Vergleichende Religionswissenschaft, Natürliche Theologie und Christliche Lehre. Seinen Zeitgenossen war er zu vielen sozialen Problemen ein unermüdlicher Mahner und Vordenker. Er arbeitete in zahlreichen Kommissionen und Ausschüssen mit und war an Reformen zur Verbesserung des Bildungswesen, des Strafvollzugs, der Behebung der städtischen Wohnungsnot und der Organisation der Einwanderung beteiligt. Clarke trat für die Abschaffung der Sklaverei und der Todesstrafe ein. Er wandte sich gegen Korruption in Wirtschaft und Politik und forderte gleiche Rechte für Frauen. Im Zuge der voranschreitenden Industrialisierung stand er auf der Seite der Gewerkschaften.
James Freeman Clarke hinterließ ein umfangreiches schriftstellerisches Werk vor allem auf dem Gebiet der Theologie und der religiösen Philosophie.
Während des Amerikanischen Bürgerkrieges stellte er das Gelände von Brook Farm, das er nach dem Scheitern des sozial-utopischen Projektes erworben hatte, kostenlos den Truppen der Nordstaaten zur Ausbildung zur Verfügung. Im dort errichteten Camp Andrew, wie auch in anderen Camps und Lazaretten war Clarke als Militärseelsorger tätig.
Seit 1874 war er Mitglied der American Philosophical Society. 1879 wurde er in die American Academy of Arts and Sciences gewählt.

## Zitat
„A politician […] is a man who thinks of the next election; while the statesman thinks of the next generation.“ (Der Politiker ist ein Mann, der an die nächsten Wahlen denkt; wohingegen der Staatsmann an die nächste Generation denkt.)

## Auswahl seiner Werke
- Orthodoxy: Its Truth and Errors (1866)
- Ten Great Religions (part I 1871; part II 1883)
- Common Sense in Religions (1874)
- Self-Culture: Physical, Intellectual, Moral and Spiritual (1880)
- Anti-Slavery Day (1884)
- The Idea of the Apostle Paul (1884)
- Every-Day Religion (1886)
- Essentials and Non-Essentials in Religion (1890)